# پارمالات
پارمالات (به ایتالیایی: Parmalat) شرکت ایتالیایی و چندملیتی مواد غذایی و محصولات لبنی است، که دفتر مرکزی آن در شهر پارما، استان پارما، ایتالیا قرار دارد.
شرکت پارمالات برای چند دهه به‌عنوان یکی از بزرگترین عرضه‌کنندگان شیر و فراورده‌های لبنی در اروپا و جهان محسوب می‌شد، تا اینکه در سال ۲۰۰۳ این شرکت با ۱۴ میلیارد یورو (معادل ۲۰ میلیارد دلار یا ۱۳ میلیارد پوند) کسری بودجه مواجه شد، که بزرگترین ورشکستگی در تاریخ شرکت‌های اروپایی به‌حساب می‌آید.
امروزه شرکت پارمالات فعالیت‌های بین‌المللی خود را از سر گرفته‌است، که عملیات عمده آن در اروپا، آمریکای لاتین، آمریکای شمالی، استرالیا، چین و آفریقای جنوبی است. از سال ۲۰۱۱ پارمالات یک شرکت تابعه از شرکت فرانسوی لاکتالیس محسوب می‌شود.
این شرکت دارای ۱۴۰ مرکز تولیدی، با بیش از ۳۶ هزار کارمند است و در کشور ایتالیا بالغ بر ۵ هزار مرکز پرورش حیوانات اهلی، وابسته به این شرکت می‌باشند، که بخش عمده‌ای از کسب‌وکار پارمالات را شامل می‌شوند.
شرکت پارمالات مالک اصلی باشگاه فوتبال پارما، همچنین حامی مالی (اسپانسر) باشگاه فوتبال پالمیراس می‌باشد. بخشی از سهام شرکت پارمالات در بازار بورس ایتالیا دادوستد می‌شود و جزئی از شاخص اف‌تی‌اس‌ای ایتالیا به‌حساب می‌آید.